# Stazione di Yamagata
La Stazione di Yamagata (山形駅?, Yamagata-eki) è la principale stazione ferroviaria di Yamagata la città capoluogo della prefettura di Yamagata nella regione del Tōhoku.

## Linee
- East Japan Railway Company
  - ■ Yamagata Shinkansen
  - ■ Linea principale Ōu
  - ■ Linea Senzan
  - ■ Linea Aterazawa